# Lista dos canais mais seguidos da Twitch

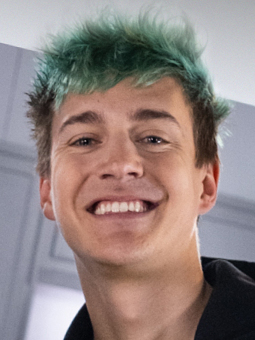
Ninja tem o canal mais seguido no Twitch.

A plataforma social de transmissão ao vivo Twitch foi lançada em 2011 e é uma importante plataforma de entretenimento digital. A distribuição de seguidores entre todos os streamers no Twitch segue a lei da potência, e é uma métrica útil para avaliar a popularidade que um streamer tem na plataforma. Desde janeiro de  2024, o canal mais seguido pertence a Ninja com mais de 18,8 milhões de seguidores. A streamer feminina com mais seguidores em seu canal é Pokimane, com pouco mais da metade dos seguidores de Ninja com 9,4 milhões. Quackity é o único streamer individual com vários canais entre os cinquenta primeiros da plataforma.
Os países com mais usuários do Twitch em 2022 eram: Estados Unidos (93 milhões), Brasil (16,9 milhões), Alemanha (16,8 milhões), França (15,4 milhões), Reino Unido (13,4 milhões), Rússia (10,5 milhões), Espanha (10,5 milhões), Argentina (10 milhões), México (9,2 milhões) e Itália (8,3 milhões) de usuários. Os Estados Unidos respondem por cerca de 36% de todos os usuários do Twitch.

## Lista

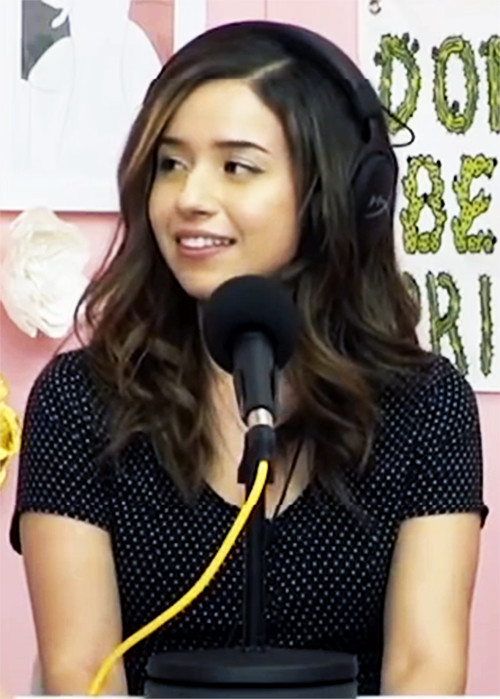
Pokimane é o canal liderado por uma mulher mais seguido no Twitch.

A tabela a seguir lista os 50 canais mais seguidos no Twitch Desde 18 de janeiro de  2023, com cada total arredondado para os cem mil seguidores mais próximos, bem como a categoria ou categorias principais em que transmitem.
Um † indica que um canal não está mais ativo na plataforma.
| Classificação | Canal          | Proprietário            | Total de seguidores (milhões) | Categorias de streaming                                     | País                   |
| ------------- | -------------- | ----------------------- | ----------------------------- | ----------------------------------------------------------- | ---------------------- |
| 1             | Ninja          | Richard Tyler Blevins   | 19.0                          | Fortnite                                                    | Estados Unidos         |
| 2             | Auronplay      | Raúl Álvarez            | 16.0                          | Minecraft, Grand Theft Auto V, vários jogos, só na conversa | Espanha- Andorra       |
| 3             | Ibai           | Ibai Llanos             | 15.4                          | Special events, vários jogos, só na conversa                | Espanha                |
| 4             | Rubius         | Rubén Doblas            | 14.8                          | Minecraft, vários jogos, só na conversa                     | Espanha- Andorra       |
| 5             | xQc            | Félix Lengyel           | 12.0                          | vários jogos, Overwatch, só na conversa                     | Canadá- Estados Unidos |
| 6             | TheGrefg       | David Cánovas           | 11.8                          | Fortnite, Minecraft, vários jogos, só na conversa           | Espanha- Andorra       |
| 7             | Tfue           | Turner Tenney           | 11.4                          | Apex Legends, Fortnite                                      | Estados Unidos         |
| 8             | Juansguarnizo  | Juan Sebastián Guarnizo | 11.2                          | Minecraft, Grand Theft Auto V, vários jogos, só na conversa | Colômbia- México       |
| 9             | Shroud         | Shroud                  | 10.7                          | Valorant, vários jogos                                      | Canadá                 |
| 10            | Pokimane       | Imane Anys              | 9.3                           | Valorant, vários jogos, só na conversa                      | Marrocos- Canadá       |
| 11            | ElMariana      | Osvaldo Palacios        | 9.2                           | Minecraft, vários jogos, só na conversa                     | México                 |
| 12            | ElSpreen       | Iván Buhajeruk          | 9.0                           | Minecraft, vários jogos, só na conversa                     | Argentina              |
| 13            | Sodapoppin     | Thomas Morris           | 8.9                           | World of Warcraft, League of Legends, vários jogos          | Estados Unidos         |
| 14            | KaiCenat       | Kai Cenat               | 8.7                           | vários jogos, só na conversa                                | Estados Unidos         |
| 15            | Alanzoka       | Alan Ferreira           | 7.5                           | Valorant, vários jogos                                      | Estados Unidos         |
| 16            | Heelmike†      | Michael Peters          | 7.4                           | vários jogos, só na conversa                                | Estados Unidos         |
| 17            | Tommyinnit     | Thomas Simons           | 7.4                           | Minecraft, só na conversa                                   | Reino Unido            |
| 18            | AdinRoss†      | Adin Ross               | 7.3                           | vários jogos, só na conversa                                | Estados Unidos         |
| 19            | TimTheTatman † | Timothy Betar           | 7.0                           | Call of Duty: Warzone, vários jogos                         | Estados Unidos         |
| 20            | Clix           | Cody Conrod             | 6.9                           | Fortnite, Grand Theft Auto V                                | Estados Unidos         |
| 21            | Alanzoka       | Alan Ferreira           | 6.9                           | Valorant, vários jogos                                      | Brasil                 |
| 22            | Riot Games     | Riot Games              | 6.9                           | League of Legends                                           | Estados Unidos         |
| 23            | AriGameplays   | Abril Garza             | 6.8                           | Valorant, Minecraft, vários jogos, só na conversa           | México                 |
| 24            | SypherPK       | Ali Hassan              | 6.8                           | Fortnite                                                    | Estados Unidos         |
| 25            | NICKMERCS      | Nicholas Kolcheff       | 6.7                           | Apex Legends, Fortnite                                      | Estados Unidos         |
| 26            | Dream          | Clay                    | 6.4                           | Minecraft                                                   | Estados Unidos         |
| 27            | Mongraal       | Kyle Jackson            | 6.4                           | Fortnite, Valorant                                          | Reino Unido            |
| 28            | AMOURANTH      | Kaitlyn Siragusa        | 6.3                           | ASMR, só na conversa                                        | Estados Unidos         |
| 29            | Quackity       | Quackity                | 6.3                           | Minecraft, só na conversa                                   | México                 |
| 30            | Summit1g       | Jaryd Lazar             | 6.2                           | Counter-Strike 2, vários jogos                              | Estados Unidos         |
| 31            | ESLCS          | ESL                     | 6.2                           | Counter-Strike 2                                            |                        |
| 32            | Rivers_gg      | Samantha Trevino Rivera | 5.7                           | vários jogos                                                | México                 |
| 33            | Robleis        | Tomás Arbillaga         | 5.7                           | vários jogos, só na conversa                                | Argentina- Andorra     |
| 34            | Fortnite       | Epic Games              | 5.7                           | Fortnite                                                    | Estados Unidos         |
| 35            | Elded          | Victor Calderón         | 5.6                           | vários jogos                                                | México- Estados Unidos |
| 36            | Bugha          | Kyle Giersdorf          | 5.4                           | Fortnite                                                    | Estados Unidos         |
| 37            | Loltyler1      | Tyler Steinkamp         | 5.3                           | League of Legends                                           | Estados Unidos         |
| 38            | Tubbo          | Tobias Smith            | 5.2                           | Minecraft, só na conversa                                   | Reino Unido            |
| 39            | MontanaBlack88 | Marcel Eris             | 5.2                           | FIFA, só na conversa                                        | Alemanha               |
| 40            | Moistcr1tikal  | Charles White Jr.       | 5.2                           | vários jogos, só na conversa                                | Estados Unidos         |
| 41            | NickEh30       | Nicholas Amyoony        | 5.2                           | Fortnite                                                    | Canadá                 |
| 42            | GeorgeNotFound | George Davidson         | 5.1                           | Minecraft                                                   | Reino Unido            |
| 43            | Loud_coringa   | Victor Augusto          | 4.9                           | Free Fire, vários jogos, só na conversa                     | Brasil                 |
| 44            | Squeezie       | Lucas Hauchard          | 4.9                           | Special events, vários jogos, só na conversa                | França                 |
| 45            | WilburSoot     | William Gold            | 4.8                           | Minecraft, só na conversa                                   | Reino Unido            |
| 46            | SLAKUN10       | Sergio Agüero           | 4.8                           | FIFA, só na conversa                                        | Argentina              |
| 47            | Dakotaz        | Brett Hoffman           | 4.7                           | Fortnite                                                    | Estados Unidos         |
| 48            | QuackityToo    | Alexis                  | 4.6                           | Minecraft, só na conversa                                   | México                 |
| 49            | ELRAENN        | Tuğkan Gönültaş         | 4.5                           | Grand Theft Auto V                                          | Turquia                |
| 50            | RanbooLive     | Not Released            | 4.5                           | vários jogos, só na conversa                                | Estados Unidos         |